# 张小平 (1963年)
张小平（1963年6月—），男，汉族，江西分宜人，中华人民共和国政治人物，中国共产党党员，第十三届全国人民代表大会江西省代表。

## 生平
2018年，张小平被选为江西省出席第十三届全国人民代表大会代表。